# سباق طواف فرنسا 1930
سباق طواف فرنسا 1930 من سلسلة سباقات سباق طواف فرنسا. أقيم هذا السباق في تاريخ 2-27 يوليو 1930 على 21 مراحل. بعد مرور 186 ساعة و39 دقيقة و16 ثانية وبعد طي 4822 كم بمتوسط 28 كم في الساعة فاز بالميدالية الذهبية أندريه ليدوك من فرنسا، فيما حصد لياركو غويرا من إيطاليا الميدالية الفضية، وكانت الميدالية البرونزية من نصيب الانطونية ماغني من فرنسا.

## الميداليات
| ذهب                  | فضة                    | برونز                   |
| أندريه ليدوك - فرنسا | لياركو غويرا - إيطاليا | الانطونية ماغني - فرنسا |